# Польская стрелковая дивизия (Российская империя)
1-я польская стрелковая дивизия, ранее Польская стрелковая дивизия (пол. Dywizja Strzelców Polskich Imperium Rosyjskiego) — стрелковое соединение Русской императорской армии, сформированное в Российской империи из поданных польской национальности, а также из числа военнопленных Австро-Венгерской армии польского происхождения.

## История
Дивизия была сформирована на базе Польской (Полесской) стрелковой бригады, существовавшей с 22 сентября 1915 года (в свою очередь, бригада была сформирована на основе ряда польских легионов и дружин ополчения, начавших формирование ещё в октябре 1914 года). По приказу А. А. Брусилова в Киеве от 24 января 1917 года бригада была развёрнута в дивизию. Под руководством генерала Русской армии Тадеуша Билевского было сформировано управление, четыре стрелковых, уланский и резервный  полки, инженерная рота и лазарет. Артиллерию дивизия не получила. Использование польского языка в дивизии как официального, польских знаков различия и знамён было разрешено только после отречения от власти Николая II, тогда же начался набор новых офицеров в дивизию. Солдаты дивизии, однако, носили обмундирование русских войск, а полностью этническими поляками был укомплектован только 1-й стрелковый полк.
После Февральской революции 1917 года, когда Временное правительство предоставило широкую автономию польским воинским частям, поступление поляков в дивизию стало стремительно возрастать. В июле 1917 года, после того, как в Проскурове прошли обучение новобранцы, дивизия была направлена на Юго-Западный фронт к Гусятину для участия в Июньском наступлении. Дивизия приняла участие в боях за Сбруч и Чабарувку, Гусятин и Креховицы, а также Станиславов. Русская армия, однако, ввиду стремительного морального разложения не воспользовалась замешательством среди австро-венгерских и немецких войск и не развила успех. В эти дни в дивизии появились солдаты, поддерживавшие большевиков и убеждавшие их отказаться от выполнения приказов, которые им отдавали русские офицеры. В итоге 18 июля 1917 года был издан приказ о немедленном расформировании дивизии. Часть солдат дивизии перешли в 169-ю и 171-ю стрелковые дивизии, вооружение частично было отдано 2-й чехословацкой пехотной дивизии.
22 июля был отдан приказ о новом сформировании дивизии. Это был акт поднятия боевого духа солдат, которые в течение нескольких дней без противогазов вдыхали смертельно опасный иприт. Ветераны дивизии располагались в то время близ Гусятина. После того, как немецкое наступление повергло русскую армию в состояние паники, польские войска 27 июля вступили в бой под Чабарувкой, несколько дней они отступали в направлении Ольховского, откуда повернули на северо-восток в направлении будущей Белоруссии.
13 июля 1917 года началось формирование 1-го Польского корпуса генерала И. Р. Довбор-Мусницкого трёх дивизионного состава, в которой дивизия вошла в качестве 1-й стрелковой дивизии.

## Командный состав (дислокация)

### Управление
- Командир — генерал-лейтенант Фаддей Сигизмундович (Тадеуш) Былевский (с 8 марта по 17 мая), полковник Люциан Желиговский, полковник Ржадковский (начало апреля — май), генерал А. Шимон (с 17 мая)
- Командир бригады — полковник Ян Ржандковский[англ.]
- Командир бригады — полковник Даниил Конаржевский
- Начальник штаба — полковник Шевченко, капитан Киселёв

### Инженерная рота
- Командир — штабс-капитан Мечислав Венжик[пол.]

### Лазарет
- Капеллан — Еугениуш Капуста

### 1-й стрелковый полк (Киев)
- Командир — полковник Пеньковский, полковник Люциан Желиговский
- Капеллан — Станислав Чижевский

### 2-й стрелковый полк (Борисово)
- Командир — полковник Высоцкий, полковник К. Хроминский
- Капеллан — Менчинский, позднее Гервель

### 3-й стрелковый полк (Полтава)
- Командир — полковник Болеслав Фрей[пол.], полковник Т. Галецкий
- Капеллан — Хиларий Данилович

### 4-й стрелковый полк[пол.](Березень)
- Командир — полковник Знамеровский, полковник Т. Расенцкий, полковник Михаил Милевский[пол.]
- Капеллан — Тадеуш Яхимовский[пол.]

### Резервный стрелковый полк(Белгород)
- Командир — полковник Винницкий

### 1-й уланский полк[пол.](Чугуев)
- Командир — подполковник Владислав Обух-Вощатынский, полковник Болеслав Мощицкий[пол.]